# Aristidh Ruci
Aristidh Ruci (1875-1950) fue uno de los firmantes de la Declaración de Independencia de Albania en 1912. Hizo campaña para la difusión de la educación en el Sur de Albania y fue fundador del club nacionalista Labëria.
Nació en Sheper, Zagori cerca de Gjirokastra . Ruci fue un activo participante en la Guerra de Vlora.
Más tarde, Ruci, sirvió como Presidente de la Cámara de Comercio de Vlorë y miembro de la recién creada Junta directiva del Banco de Albania.
El 28 de diciembre de 2009, Ruci y varias otras personalidades de Vlorë fueron homenajeados en una ceremonia en el teatro Petro Marko.
Aristidh Ruci murió en 1950 en Vlorë en una prisión comunista. No hubo ni una esquela ni un funeral en su honor.